# Die Klosterschülerinnen
Die Klosterschülerinnen ist ein deutsch-französischer Softsexfilm von Eberhard Schröder aus dem Jahre 1972 mit dem damals 17-jährigen Sascha Hehn in einer seiner frühen Rollen. Der Geschichte lag ein Roman von Günther Hunold zugrunde.

## Handlung
Die ehrwürdige Mutter Oberin führt ein strenges Regiment in ihrer bayerischen Klosterschule, in der Sittsamkeit und Frömmigkeit, gepaart mit moraltheologischen Ansichten aus dem 19. Jahrhundert, die wichtigsten Maximen sind, die den heranwachsenden jungen Mädchen, die doch in der lästerlichen Welt „da draußen“ so manchen Versuchungen ausgesetzt sind, auf den Weg ins Leben mitgegeben werden sollen. Unterrichtet werden die rund 120 Klosterschülerinnen von glaubensfesten Nonnen. Doch die jungen, lebenshungrigen Mädchen nehmen dies alles nicht so ernst: sie sind im Versuchsstadium, wollen alles ausprobieren, was Spaß macht, und dazu gehört selbstverständlich die Liebe, der Sex und die Freude am eigenen Körper wie an denen anders- wie gleichgeschlechtlicher Altersgenossen.
Gundula und Edith beispielsweise sind solch frühreife Früchtchen, die das Leben außerhalb der Klostermauern erforschen wollen. Eines Nachts entledigen sie sich der züchtigen Klosterschul-Anstaltskleidung und ziehen sich modern und aufreizend, so wie es bei den Gleichaltrigen draußen ganz normal ist, an. Sie steigen über die Anstaltsmauer und landen in der nächsten Disco, um ein paar nette und willige Jungs wie beispielsweise Tommy Decker kennen zu lernen. Als sie mit dem klapprigen Studenten-VW zurück hinter die Klostermauern chauffiert werden, müssen sie allerdings feststellen, dass so ein kleines und unbequemes Auto nur ein mangelhafter Bettersatz ist. Harriet und Gerda wiederum wollen ganz praktisch ausprobieren, ob die Liebe zwischen Frau und Frau pervers, die Onanie Sünde und der Sexualakt zwischen zwei Unverheirateten tatsächlich Unzucht ist, wie Schwester Barbara mit dem Brustton der Überzeugung behauptet. Nun, die beiden Hübschen vergnügen sich miteinander und kommen dabei zu gänzlich anderen Erfahrungen. Doch manches Mädchen muss auch schreckliche Erfahrungen machen; so missbraucht die Studienrätin Frisch ihre Machtposition und setzt ein Mädchen unter Drogen, um an ihr ihre lesbischen Neigungen auszuleben.

## Produktionsnotizen
Die Klosterschülerinnen entstand im Frühwinter (Dezember 1971 und Januar 1972) in Bayern und gilt als einer der am schnellsten nach Drehschluss in die Kinos gepushten Filme: Die Uraufführung war am 28. Januar 1972.
Komponist Giorgio Moroder stand hier ganz am Anfang seiner Karriere, die ihn noch im selben Jahrzehnt bis nach Hollywood führen und ihm zum Ende desselben Jahrzehnts seinen ersten Oscar einbringen sollte.
Äußerst erstaunlich ist die Mitwirkung der arrivierten, angesehenen und seriösen Theater- und Filmkünstlerin Ellen Frank in einem Sexfilm. Damals bereits knapp 68 Jahre alt, hatte man Ellen Frank seit Mitte der 1950er Jahre kaum mehr auf der Leinwand gesehen. In den 1930er Jahren war die gebürtige Ostfriesin eine omnipräsente Filmschauspielerin, die mit tragenden Nebenrollen an der Seite von Topstars wie Heinz Rühmann und Hans Albers auftrat.
Hauptdrehort war Schloss Egg bei Deggendorf.

## Kritik
Der Film erfuhr vor allem wegen der dort geäußerten scharfen Kritik an der überkommenen Sexualmoral der katholischen Kirche und der explizit dargestellten, lesbischen Szenen entsprechend harte Reaktionen seitens der katholischen Filmkritik.
Für das Lexikon des Internationalen Films war Die Klosterschülerinnen ein „im Illustriertenstil gehaltene(r) Film.“